# Elin Wägner

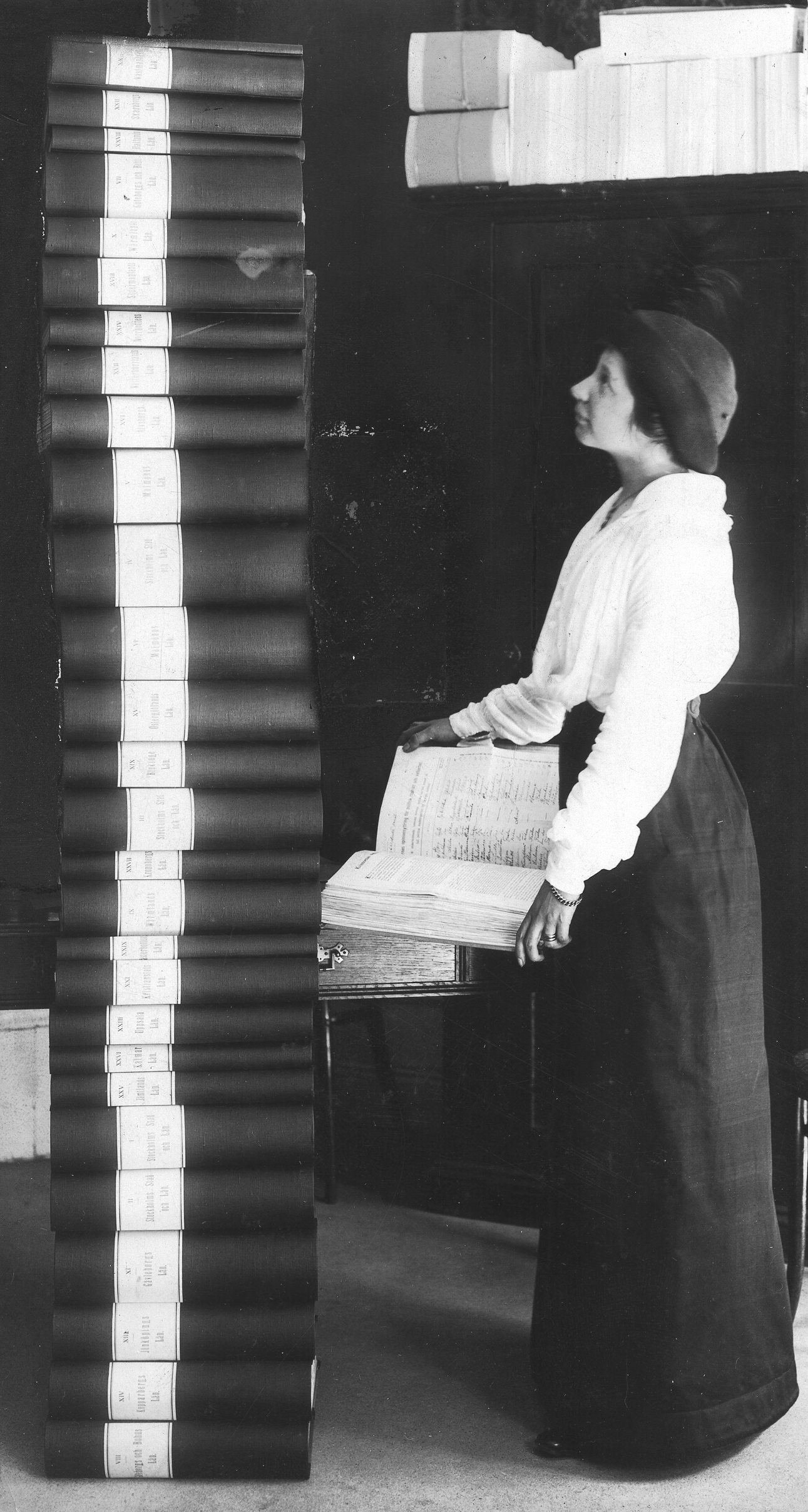
Elin Wägner em frente dos 30 volumes com assinaturas recolhidas em 1913-1914 exigindo o direito de voto para as mulheres

Elin Matilda Elisabet Wägner (Lund, 16 de maio de 1882 - Kronoberg, 7 de janeiro de 1949) foi uma escritora, jornalista, feminista, professora, ecologista e pacifista sueca. Ela era membro da Academia Sueca desde 1944. 

Nas décadas de 1920 e 1930, a sua vida e a sua obra empenhadas uniram a sua fé cristã à reforma social e ao pacifismo radical.

## Biografia
Elin Wägner nasceu em Lund, na Suécia, como filha de um diretor de escola, Wägner tinha apenas 3 anos quando sua mãe morreu. Os livros e artigos de Wägner se concentram nos assuntos de emancipação das mulheres, direitos civis, votos para as mulheres, movimento de paz, bem-estar e poluição ambiental. Ela é mais conhecida por seu compromisso com o movimento sufrágio feminino na Suécia, Associação Nacional para o Sufrágio Feminino, por fundar a organização sueca Rädda Barnen (o capítulo sueco da International Save the Children Alliance ) e por desenvolver a escola cidadã feminina em Fogelstad ( onde também era professora de direitos civis). 
Ao lado de Fredrika Bremer, Wägner é frequentemente vista como a pioneira feminista mais importante e influente na Suécia. 

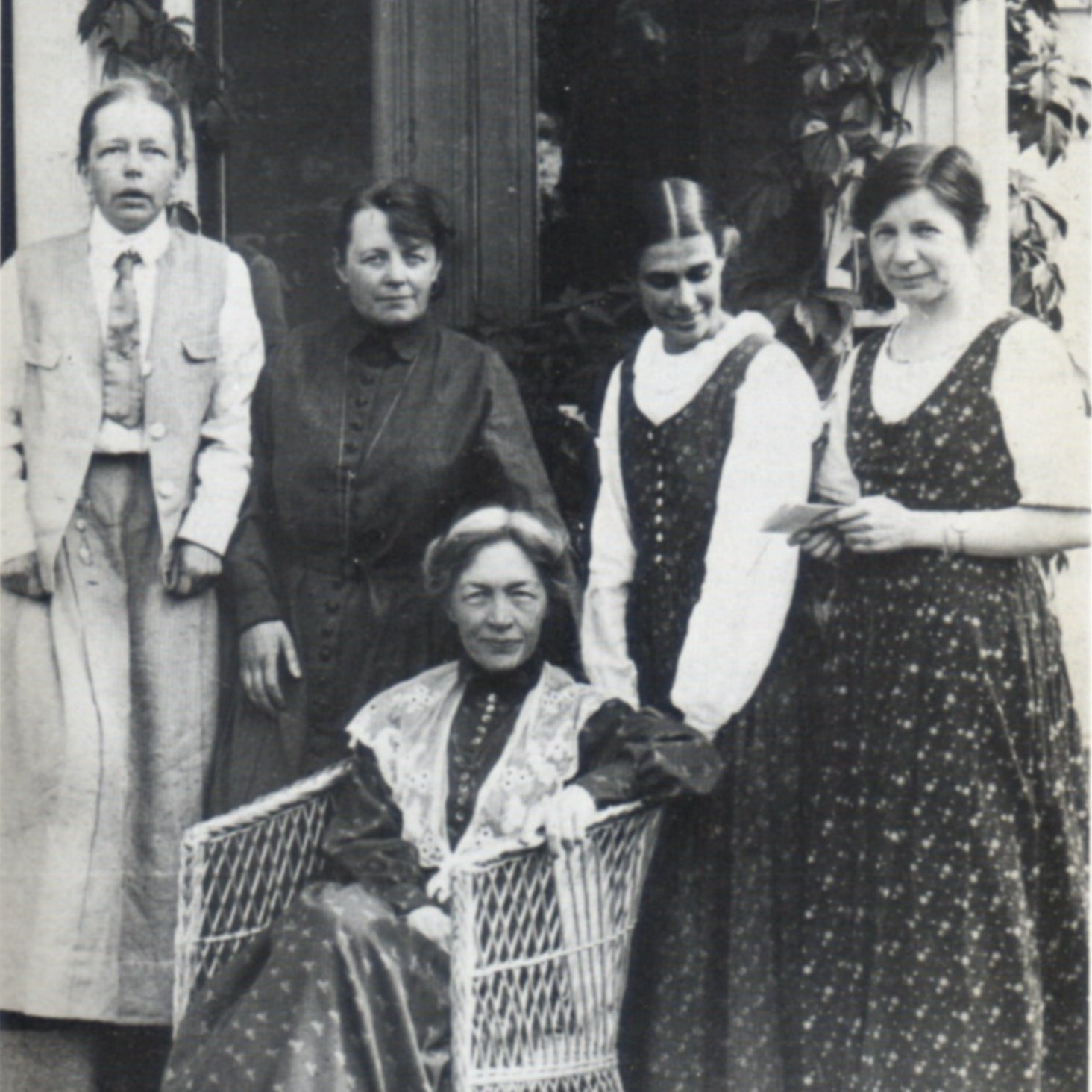
Feministas da década de 1920 Da esquerda para a direita: Elisabeth Tamm, Ada Nilsson, Kerstin Hesselgren (sentada), Honorine Hermelin e Elin Wägner

Wägner foi a editora de lançamento da revista política semanal Tidevarvet e chefiou a revista de 1924 a 1927. Escritora prolífica, Wägner escreveu romances, artigos em vários jornais diários e roteiros para vários filmes. Entre os romances mais populares de Wägner - que continuam a ser lidos - estão: Norrtullsligan ("Homens e outros infortúnios", 1908), Pennskaftet ("The Penholder", 1910), Åsa-Hanna (1918), Kvarteret Oron ("Stormy Corner", 1919), Silverforsen ("The Silver Rapids", 1924), Vändkorset ("The Turnstile", 1934), Väckarklocka ("Alarm Clock", 1941) e Vinden vände bladen ("The Wind Turned The Pages", 1947). Seus três romances Dialogen fortsätter, 1932, Genomskådad, 1937, e Hemlighetsfull, 1938 são creditados por projetarem sua posição pacifista, prevendo a ameaça de mais guerras. Seu título de não-ficção de 1941, Väckarklocka (Despertador), prevê questões ambientais, mas foi sua biografia de Selma Lagerlöf que recebeu o prêmio de um lugar na prestigiada Academia Sueca.
Wägner foi recentemente traduzida para o inglês com Stockholm Stories (2002), que contém dois de seus romances mais espirituosos: Men and Other Misfortunes e Stormy Corner. Muitos de seus livros foram traduzidos anteriormente para francês, alemão, holandês e russo. 
Wägner foi casada com John Landquist de 1910 a 1922.